# كروستاتا
كروستاتا (بالإيطالية: Crostata)‏ هي تارت أو فطيرة إيطالية، وهي نسخة مختلفة من تارت الفواكه، ويمكن خبزها في صينية الفطائر.
تاريخياً، كانت تُشير أيضًا إلى شطيرة مفتوحة الوجه أو كنبة بسبب مذاقها المقرمش.

## التسمية
اسم كروستاتا يعني متقشر وهو مشتق من فعل قشّر. كما أن المصطلح الفرنسي الذي يعني كروستاد مستمد منه، ومنه جاء المصطلح الإنجليزي كاسترد.
ظهرت كلمة كروستاتا في أقدم القواميس الإيطالية، بما في ذلك قاموس أكاديمية كروسكا لعام 1612، الذي جُمِع بين عامي 1591 و1608، من قبل أكاديمية كروسكا ومدرسة نورمال سوبر في بيزا، وكذلك في قاموس اللغة الإيطالية لعام 1617، الذي ألّفه جياكومو بيرغامينو، حيث عُرّفت على أنها نوع من التورتة.